# 壳牌中心
51°30′13.8″N 00°7′0.8″W / 51.503833°N 0.116889°W

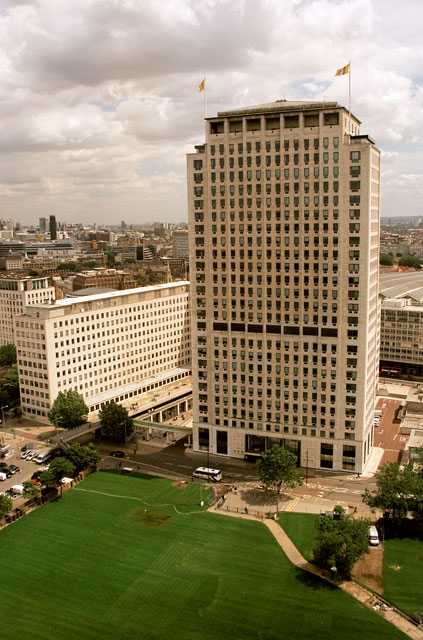
壳牌中心

壳牌中心（Shell Centre）位于伦敦泰晤士河南岸的兰贝斯区，毗邻伦敦郡会堂、银禧花园（Jubilee Gardens）、南岸中心以及伦敦眼，是壳牌公司的两座总部大楼之一（另一座是在荷兰海牙）。
目前的壳牌中心包括主楼和三栋九层的辅楼。
壳牌中心建于1957-1962年，由霍华德罗伯逊爵士设计，地上高27层，107（351英尺），地下三层。该建筑为伦敦第一座超过威斯敏斯特宫高度的办公大楼。它取代了米德兰大酒店成为伦敦层数最高建筑物，取代皇家利物大厦成为英国最高建筑物，并成为欧洲面积最大的办公楼。
| 紀錄                | 紀錄                         | 紀錄             |
| ------------------- | ---------------------------- | ---------------- |
| 前任： 皇家利物大厦 | 英国最高建筑 1961—1962 107 m | 繼任： CIS Tower |